# Хофу
Хофу (јап. 防府市) град је у Јапану у префектури Јамагучи. Према попису становништва из 2005. у граду је живело 116.818 становника.

## Становништво
Према подацима са пописа, у граду је 2005. године живело 116.818 становника.

## Занимљивости
У граду се налази 28 Основних школа, а ОШ ''Саба'' је побратим са српском основном школом ''Свети Сава'' из Београда. У знак пријатељства са Републиком Србијом, поводом дан државности Србије, 15. фебруара 2019. године, свих 28 школа са територије Хофуа је засадило 67 стабала српске шљиве. Такође, ђаци су током целог дана носили српске заставе.
| 1995.   | 2000.   | 2005.   |
| ------- | ------- | ------- |
| 118.803 | 117.724 | 116.818 |